# Baanwielrennen op de Paralympische Zomerspelen 2020 - Achtervolging mannen C2
Het onderdeel achtervolging mannen C2 van het baanwielrennen tijdens de Paralympische Zomerspelen 2020 vond plaats in de Velodroom van Izu, Japan. Deze klasse is voor de renners die beperkingen hebben aan de benen, armen en/of romp, maar wel in staat zijn een standaardracefiets te gebruiken.

## Opzet competitie
De competitie begint met een kwalificatieronde waarin het een onderlinge race tussen de 12 renners omvat; alle 12 renners worden verdeeld in 6 heats (dus 1 heat bestaat uit 2 renners). De twee snelste renners in de kwalificatie kwalificeren zich voor de gouden finale, terwijl de derde en vierde snelste zich kwalificeren voor de de bronzen finale, waar ze tegen elkaar zullen racen. De afstand van dit evenement bedraagt 3 km. Zowel de finales als de kwalificatieronde worden op één dag verreden.

## Uitslag

### Kwalificatie
| #  | Heat | Renner | Renner                      | tijd     | tijd   |
| -- | ---- | ------ | --------------------------- | -------- | ------ |
| 1  | 5    | FRA    | Alexandre Léauté            | 3:31.817 | GF, WR |
| 2  | 5    | AUS    | Darren Hicks                | 3:33.589 | GF     |
| 3  | 6    | CHN    | Liang Guihua                | 3:34.158 | BF     |
| 4  | 3    | JPN    | Shota Kawamoto              | 3:36.117 | BF     |
| 5  | 4    | RPC    | Arslan Gilmutdinov          | 3:39.949 |        |
| 6  | 3    | GRE    | Nikolaos Papangelis         | 3:47.605 |        |
| 7  | 4    | CZE    | Ivo Koblasa                 | 3:48.914 |        |
| 8  | 2    | POR    | Telmo Pinão                 | 4:03.192 |        |
| 9  | 2    | ROM    | Eduard Mihaita Moescu       | 4:04.175 |        |
| 10 | 1    | VEN    | Victor Hugo Garrido Márquez | 4:30.602 |        |
|    | 6    | BEL    | Ewoud Vromant               | DSQ      |        |

### Gouden finale
| #      | Renner | Renner           |          |    |
| ------ | ------ | ---------------- | -------- | -- |
| Goud   | FRA    | Alexandre Léauté | 3:31.478 | WR |
| Zilver | AUS    | Darren Hicks     | 3:35.064 |    |

### Bronzen finale
| #     | Renner | Renner         | tijd     |
| ----- | ------ | -------------- | -------- |
| Brons | CHN    | Liang Guihua   | 3:34.781 |
| 4     | JPN    | Shota Kawamoto | 3:38.947 |